# 上海交通大学外国语学院
外国语学院，为上海交通大学的一个学院，成立于1997年。学院现有英语、日语、德语三系及法语教研室，并有一个挂靠机构，即全国大学英语四六级考试委员会办公室。